# 博尔库姆岛
博尔库姆岛（德語：Borkum，發音：[ˈbɔʁkʊm] ⓘ）是德国东弗里西亚群岛中最西端的、面积最大的岛屿，面积30.98平方千米，长10千米，最宽处7千米，人口4,337。该岛由德国下萨克森州莱尔县的同名市镇管辖。